# Granada Lions 2019
Questa voce raccoglie le informazioni riguardanti i Granada Lions nelle competizioni ufficiali della stagione 2019.

## LNFA Serie A 2019

### Stagione regolare
| Maracena 19 gennaio 2019, ore 16:30 | Granada Lions | 0 – 13 referto | Fuengirola Potros | Ciudad Deportiva |

| Maracena 2 febbraio 2019, ore 16:30 | Granada Lions | 0 – 48 referto | Murcia Cobras | Ciudad Deportiva |

| Las Rozas de Madrid 10 febbraio 2019, ore 13:00 | Las Rozas Black Demons | 49 – 0 referto | Granada Lions | Campo de Rugby El Cantizal |

| Maracena 23 febbraio 2019, ore 16:30 | Granada Lions | 0 – 61 referto | Osos de Rivas | Ciudad Deportiva |

| Fuengirola 3 marzo 2019, ore 12:00 | Fuengirola Potros | 52 – 0 referto | Granada Lions | Polideportivo Elola |

| Murcia 16 marzo 2019, ore 17:00 | Murcia Cobras | 40 – 0 referto | Granada Lions | Complejo Municipal José Barnés |

| Maracena 23 marzo 2019, ore 16:30 | Granada Lions | 0 – 58 referto | Las Rozas Black Demons | Ciudad Deportiva |

| Sa Vileta-Son Rapinya 7 aprile 2019, ore 12:00 | Mallorca Voltors | 18 – 0 referto | Granada Lions | Polideportivo Municipal de Son Moix |

## Statistiche di squadra
| Competizione      | %Vittorie | In casa | In casa | In casa | In casa | In casa | In casa | In trasferta | In trasferta | In trasferta | In trasferta | In trasferta | In trasferta | Totale | Totale | Totale | Totale | Totale | Totale |
| Competizione      | %Vittorie | G       | V       | N       | P       | Pf      | Ps      | G            | V            | N            | P            | Pf           | Ps           | G      | V      | N      | P      | Pf     | Ps     |
| ----------------- | --------- | ------- | ------- | ------- | ------- | ------- | ------- | ------------ | ------------ | ------------ | ------------ | ------------ | ------------ | ------ | ------ | ------ | ------ | ------ | ------ |
| Stagione regolare | .000      | 4       | 0       | 0       | 4       | 0       | 180     | 4            | 0            | 0            | 4            | 0            | 159          | 8      | 0      | 0      | 8      | 0      | 339    |
| Totale            | .000      | 4       | 0       | 0       | 4       | 0       | 180     | 4            | 0            | 0            | 4            | 0            | 159          | 8      | 0      | 0      | 8      | 0      | 339    |